# Lissonota mexicana
Lissonota mexicana är en stekelart som först beskrevs av Cameron 1886.  Lissonota mexicana ingår i släktet Lissonota och familjen brokparasitsteklar. Inga underarter finns listade i Catalogue of Life.